# We Will Rock You (musikal)
Den här artikeln handlar om musikalen We Will Rock You. För låten och singeln, se We Will Rock You.
We Will Rock You är en musikal, eller musikteater, som baserar sig på låtar av det brittiska rockbandet Queen och som är uppkallad efter bandets låt med samma namn. Musikalen är skriven av den engelske komikern och författaren Ben Elton i samarbete med Queen-medlemmarna Brian May och Roger Taylor. Historien utspelar sig i en dystopisk framtid där man undviker originalitet och individualism, och där rockmusik är okänt. En ensam drömmare dyker upp för att uppfylla en profetia som gör det möjligt för rocken att återkomma.

## Produktion
Enligt Brian May talade Queens manager Jim Beach redan i mitten av 1990-talet med bandet om att skapa en musikal med låtar av Queen. Ursprungsidén var att göra en biografisk historia om bandets avlidne sångare Freddie Mercury. Även skådespelaren Robert De Niros produktionsbolag Tribeca visade intresse för en Queenmusikal, men tyckte att originalidén var svårbearbetad.
Komikern och författaren Ben Elton kontaktades i slutet av 2000 för samtal med Brian May och Roger Taylor om projektet. Elton föreslog en annan historia men som ändå skulle kunna ”fånga andan av mycket av [deras] musik”. Både Queen och De Niro köpte idén. Elton hade ett nära samarbete med May och Taylor för att införliva bandets låtar i historien. Musikalen är till viss del även en satir av dagens nöjesindustri, som ofta styrs hårt av globala företag med omfattande marknadsföring exempelvis i form av gratis plastfigurer från McDonald's, eller där kända artisters skivor måste gå upp på försäljningstoppen direkt för att inte floppa. Elton har också förklarat han även var inspirerad av den datorkontrollerade dystopiska science fiction-filmen Matrix. Manuskriptet blev klart 2001.
Originaluppsättningen hade premiär den 14 maj 2002 på Dominion Theatre i Londons West End i Storbritannien. Föreställningen spelades för den sista gången den 31 maj 2014 och hade då spelats 4 600 gånger på den scenen. 
Värt att notera är att varken Brian May eller Roger Taylor var några fan av musikalgenren innan de gjorde We Will Rock You.

## Kritikernas mottagande
Londonkritikerna var nästan enhälligt negativa i sin kritik av både idé och regi. The Guardian tyckte att historien var barnslig och svår att ta seriöst, eftersom den var ”skoningslöst onaturligt” paketerad och att librettot visserligen kunde vara roligt ibland men menade att man genom huvudpersonen Galileo sökte in absurdum hitta på utvikningar för att pressa fram ytterligare Queen-låtar. En del av de medverkande fick dock en del beröm, och musikalen drog en hel del publik genom 12 års spelperiod.
Historien sågades även i Dan Backmans (Svd) recension av den svenska premiären på Cirkus hösten 2010.

## Uppsättningar
Originaluppsättningen av We Will Rock You hade premiär i maj 2002 på Dominion Theatre, en av de största teatrarna i West End med över 2 000 platser. På grund av publiktrycket har Londonuppsättningen förlängts flera gånger. Efter 12 år och 4 600 föreställningar sänktes ridån för sista gången den 31 maj 2014. 
Det har gjorts flera internationella uppsättningar av musikalen, bland annat:
- Den första uppsättningen utanför Storbritannien hade premiär i Melbourne i Australien i augusti 2003.[5] Den har också framförts i Perth, Brisbane och Sydney (2003– 2004).[6]
- I november 2003 hade musikalen premiär i Madrid i Spanien.[5]
- En uppsättning på tyska hade premiär i Köln i Tyskland 2004.[7] Den spelas där till juni 2008. [8]
- Den första uppsättningen i USA gavs 2004 på Paris Las Vegas hotell och kasino i Las Vegas.[5]
- Föreställningen har också spelats framgångsrikt i Moskva i Ryssland (2004) och Tokyo i Japan (2005).[9] Dessa produktioner har dock upphört.
- 2006 hade musikalen premiär i Johannesburg i Sydafrika, på tyska i Zürich i Schweiz[5] [10] och i Portugal[11].
- I januari 2007 visades sju fullsatta föreställningar av musikalen på Oscarsteatern i Stockholm med elever vid Viktor Rydbergs gymnasium, bland annat den senare idolvinnaren Erik Grönwall i huvudrollen som Galileo. [12]
- I Toronto i Kanada hade en uppsättning premiär på Canon Theatre 2007.[13]
- Musikalen gavs i Varberg vid tre tillfällen i februari och juli 2007.[14]
- En turné i Australien och Asien firar musikalens 5-årsjubileum mellan oktober 2007 och mitten av 2008 och avslutas med föreställningar i Auckland i Nya Zeeland, Singapore och Hongkong. Turnén är känd eftersom tidigare medverkande Mig Ayesa (från Londonuppsättningen) och Annie Crummer (från första Australienuppsättningen) deltar i sina roller som Galileo respektive Killer Queen.[15]
- En uppsättning (som med den tyska översättningen från föreställningarna i Köln och Zürich) hade premiär i Wien i Österrike i januari 2008.[16]
- Hösten 2010 sattes musikalen upp på Cirkus i Stockholm.[17]
- I december 2012 gavs musikalen i Bern i Schweiz.[10]

## Handling: Londonuppsättningen

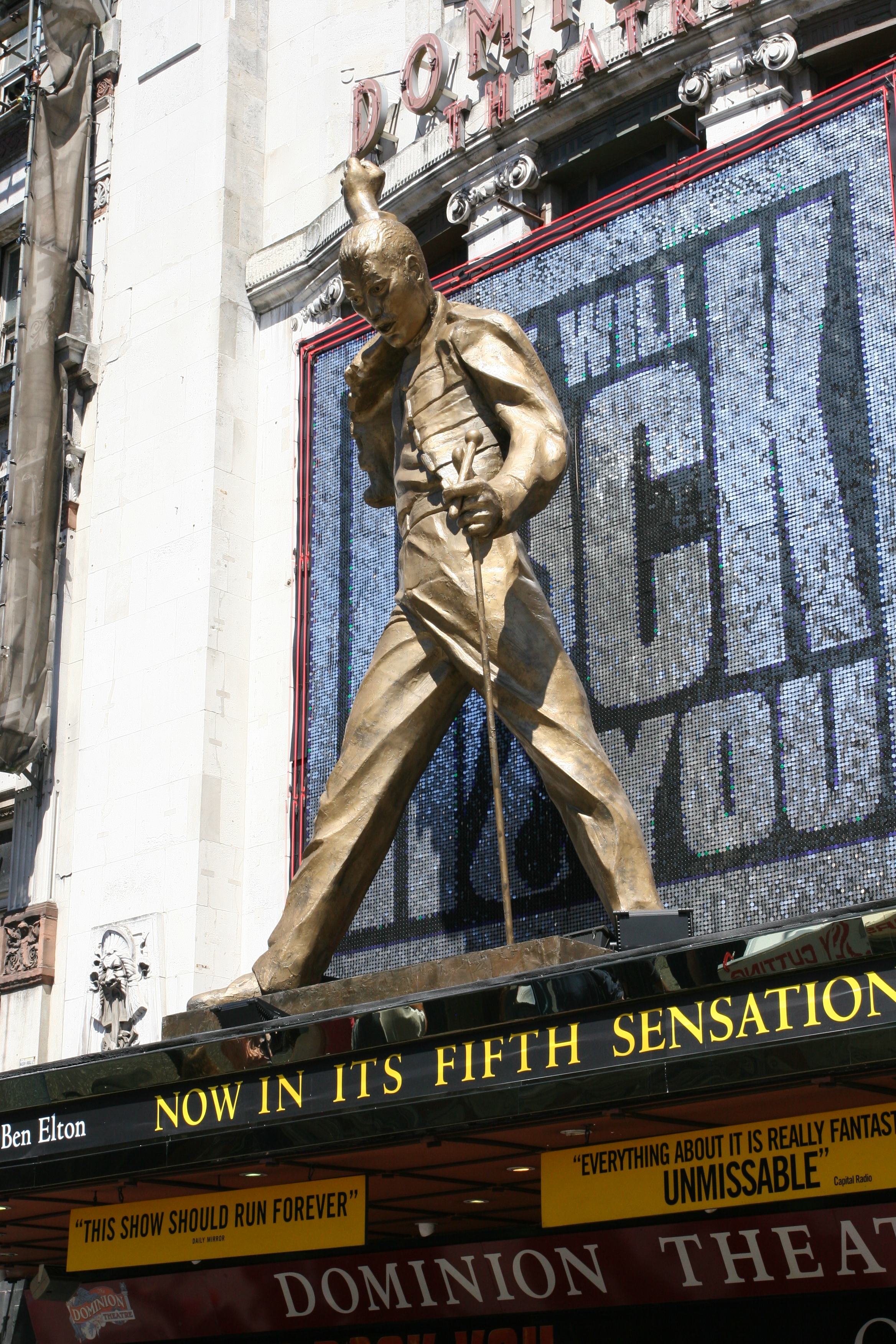
Freddie Mercury vid entrén till Dominion Theatre i London

### Akt I
Historien utspelar sig år 2304 i en polisstat liknande den i romanen 1984. Jorden kallas Mallplaneten, och som namnet antyder råder en konventionell kommersiell anpassning. Överallt på jorden tittar folk på samma filmer, lyssnar till samma datorgenererade musik, bär likadana kläder, tänker samma tankar och har samma åsikter. Musikinstrument och kompositörer är förbjudna, och rockmusik är okänt. Representativt styrande har avskaffats och allt kontrolleras av det världsomfattande jättebolaget Globalsoft som leds av Killer Queen och kommendören i hennes hemliga polis, Khashoggi. De som är emot Globalsofts påtvingade konformitet tillfångatas och hjärntvättas till underkastelse.
En liten grupp bohemer kämpar för att återställa det fria utbytet av tankar, mode och framförallt livemusik. I likhet med andra klassiska historier som går ut på att söka efter något, vilket We will rock you parodierar, har musikalen en messiasfigur, den socialt utslagne Galileo Figaro. Han hör texter från klassiska rocklåtar i sitt huvud och anar att ett fantastiskt öde väntar honom. Tillsammans med sin kärlek, en annan dissident Scaramouche, slår han följe med bohemerna för att hitta en gitarr, och störta Globalsoft. När bohemerna tas tillfånga och hjärntvättas flyr Galileo och Scaramouche för sina liv.

### Akt II
Galileo och Scaramouche träffar på Pop, en äldre hippieaktig bohem som längtar efter den ”gamla tiden” när folk var fria och ”rock ’n roll was king” (eller kanske ”Queen”?). Pop tar på sig den klassiska rollen som guide för dem och visar dem inledningen av videon Bohemian Rhapsody till och med texten ”Open your eyes, look up to the skies and see”. Det inspirerar Galileo och Scaramouche, och imponerade av den ”gudomliga musiken” beslutar de sig för att leta efter en gitarr på Wembley Stadium, där Queen gav två legendariska konserter. Stadion är nu en ruin men de hittar gitarren gömd i en vägg. Med gitarren i handen och Pop som turnémanager gör de två frälsarna ett medryckande framförande av titellåten We Will Rock You, och alla medverkande avslutar musikalen med ett arrangemang av Bohemian Rhapsody som extranummer.

## Lokala anpassningar
Lokala anpassningar görs av historien och låtarna för att passa publiken i olika länder. Alla huvudroller har samma namn och personligheter i alla uppsättningar, men huvudbohemen kallas antingen Meat (London) eller Oz (bland annat Australien, Kanada, Japan Österrike) beroende på om publiken är mest bekant med Meat Loaf eller Ozzy Osbourne. Meat eller Oz är för övrigt kvinna. Eftersom de bara har andrahandsinformation om riktig musik, från papperstidningar och affischer, råder en fler missuppfattningar så tuffa rockkillar kallar sig bland annat Britney Spears, Byggare Bob och Cliff Richard. Bohemernas namn kan också variera beroende på olika artisters popularitet i olika länder. Andra namn som används är bland andra Paul McCartney, Aretha (Franklin), Jackson Five, Donny Osmond, Madonna och Prince. Enligt engelska artikeln på Wikipedia har även Robbie Williams, Beyoncé och Boy George förekommit.
I den svenska uppsättningen förekom svenska rollnamn som Christer Björkman, Thomas Di Leva och Peps Persson.
Den 14 maj 2007 firade uppsättningen sitt 5-årsjubileum med en föreställning där både May och Taylor deltog i slutet. Författaren Ben Elton gav då de medverkande, inklusive May och Taylor, en speciell plakett. Under delen av föreställningen som utspelar sig i Pops bar kom den brittiske komikern Al Murray överraskande åkande upp på scenen på motorcykel.

## Syftningar på populärkultur
I dialogen förekommer mängder av syftningar på populärkulturen. Några är tagna från texter av andra artisters låtar som exempelvis:
- Beatles Penny Lane, Strawberry Fields (Forever), Lucy In The Sky With Diamonds och I Am the Walrus.
- Little Richards Long Tall Sally (som Beatles också gjort).
- Rolling Stones Honky Tonk Women och I can’t get no satisfaction.
- Elvis Presleys Heartbreak Hotel.
- David Bowies Major Tom to ground control ur Space Oddity.
- Abba:s Dancing Queen och Do you hear the drums, Fernando? (Abbas text dock: Can you hear the drums Fernando?).
- Bob Dylans (Mr.) Tambourine man.
- Oasis What’s the story morning glory?.
- Eminems The Real Slim Shady.
- Texten zig-a-zag-ah ur Spice Girls låt Wannabe.
- U2:s I Still Haven’t Found What I’m Looking For.
- Michael Jacksons (You) Don’t stop ’til you get enough.
- (Aaah) … Ga… doo doo doo, push pineapple shake the tree ur den brittiska popgruppen Black Laces låt Agadoo.

Ett annat exempel är när Scaramouche ”omvänder polariteten” på en av Globalsofts mikrosändtagare, en teknisk jargong som för tankarna till Doctor Whos Tredje Doktorn.

## Låtar

### Akt I
- Innuendo – Freddie Mercury och Ensemble
- Radio Ga Ga – Gaga Kids
- I Want to Break Free/Jag vill komma loss' – Galileo
- I Want to Break Free/Jag vill komma loss' (repris) – Scaramouche
- Somebody to Love/Någon att älska' – Scaramouche och Teen Queens
- Killer Queen – Killer Queen och yuppier
- Play the Game/Spela kärleksspelet' – Killer Queen och yuppier
- Death On Two Legs/Död på två ben' (instrumental)
- Under Pressure – Galileo och Scaramouche
- A Kind of Magic/Vår kärlek och magi' – Killer Queen, Khashoggi och yuppier
- I Want It All/Jag vill ha allt' – Brit och Meat/Oz
- Headlong – Brit, Meat/Oz, Galileo och Scaramouche
- No-One but You (Only the Good Die Young)/Det ingen dör (Endast de som dör ung)' – Meat/Oz och Bohemians
- Crazy Little Thing Called Love/En galen kärlek' – Brit, Meat/Oz, Galileo, Scaramouche och bohemer
- Ogre Battle (instrumental)

### Akt II
- One Vision/En vision' – Gaga Kids och Freddie Mercury
- Who Wants to Live Forever – Galileo och Scaramouche
- You’re My Best Friend – Galileo och Scaramouche (ersätter Who Wants to Live Forever i Las Vegas-uppsättningen)
- Flash – bohemer
- Seven Seas of Rhye – Khashoggi och bohemer
- Fat Bottomed Girls – Killer Queen och sexyuppier
- Don’t Stop Me Now – Killer Queen
- Another One Bites the Dust – Killer Queen
- Hammer to Fall – Galileo och Scaramouche
- These Are the Days of Our Lives – Pop och bohemer
- Bicycle Race – bohemer
- Headlong (repris) – Galileo, Scaramouche och Pop
- We Will Rock You – Galileo och bohemer
- We Are the Champions – Galileo och ensemblen
- We Will Rock You (snabb version) – ensemblen
- Bohemian Rhapsody – Galileo, Scaramouche, Killer Queen, Khashoggi och ensemblen

Vid speciella tillfällen som jubileer framförs ytterligare låtar som extranummer, exempelvis The Show Must Go On. 

## Album och inspelningar
- Album av originaluppsättningen i London, maj 2003. Saknar låtarna Crazy Little Thing Called Love, Fat Bottomed Girls och Bicycle Race.
- Variant av originalalbumet för Australien, augusti 2003. Innehåller bonusspår med studioversion av Another One Bites the Dust med den första australiensiska Killer Queen, Annie Crummer.
- Instrumental studioversion av No-One but You (Only the Good Die Young) med den första Meat i Londonuppsättningen, Kerry Ellis, och Brian May, 2004.
- Inspelning av de medverkande i Madriduppsättningen plus extra skiva med No-One but You på spanska (Solo Por Ti) sjungen av den första spanska Meat, Eva Maria, 2004.
- Tysk inspelning, 2005.

I originaluppsättningen i London var Fat Bottomed Girls bara ett kort instrumentalt mellanspel före Another One Bites the Dust, och därför är den inte med i originaluppsättningens album från 2003. Senare internationella uppsättningar har förlängt låten till ett helt sång- och dansnummer. Genom publikens positiva gensvar genomfördes den ändringen även i Londonuppsättningen. Texten finns däremot med i den officiella boken om musikalen från 2004.

## Medverkande i London
Originaluppsättningen
| Nigel Planera)                      | – Pop          |
| Peter Johanssonb), Alexander Hanson | – Khashoggi    |
| Tony Vincent                        | – Galileo      |
| Hannah Jane Fox                     | – Scaramouche  |
| Sharon D. Clarke                    | – Killer Queen |
| Kerry Ellis                         | – Meat         |
| Nigel Clauzel                       | – Britney      |
| Luke Baxter                         | – Big Macca    |
| Mazz Murray                         | – Lärarinnan   |

a) Rollen Pop är skriven för Planer som spelade hippien Neil i den brittiska 80-talsserien för tv Hemma värst.
b) Från april 2003 till och med september 2007 medverkade Peter Johansson i Londonuppsättningen, från juni 2005 gjorde han huvudrollen Galileo.

## Medverkande i Stockholm 2010
| Simon Bengtsson Tibblin | – Peps         |
| Daniel Engman           | – Khashoggi    |
| Bruno Mitsogiannis      | – Galileo      |
| Mari Haugen Smistad     | – Scaramouche  |
| Tina Leijonberg         | – Killer Queen |
| Anna Lidman             | – Ozzy         |
| Henrik Orwander         | – Brit         |
| Tomas Marcotte          | – Christer     |
| Linda Holmgren          | – Lärarinnan   |